# Konstantin Travin
Konstantin Ivanovič Travin (in russo Константин Иванович Травин?; Verchnie Pady, 1º maggio 1905 – 1988) è stato un cestista e allenatore di pallacanestro sovietico.
Era il padre di Aleksandr Travin.

## Carriera
Ha guidato l'Unione Sovietica in due Campionati europei (1953 e 1955), vincendo una medaglia d'oro e una di bronzo.
Ha anche guidato l'Unione Sovietica femminile a due vittorie, nei Campionati europei del 1950 e del 1952.